# Die Hofnarrenchronik
Die Hofnarrenchronik (Alternativtitel: Chronik eines Hofnarren, Originaltitel: Bláznova kronika) ist eine tschechoslowakische abenteuerliche Filmkomödie mit Fantasy-Elementen und Trickfilmsequenzen in Schwarzweiß aus dem Jahr 1964. Gedreht wurde der Film von Karel Zeman, der auch – zusammen mit Pavel Juráček, Radovan Krátký und František Smolík – das Drehbuch verfasst hatte. In den Hauptrollen sind Petr Kostka, Miloslav Holub und Emília Vášáryová zu sehen. Seine Uraufführung erlebte das Werk am 18. Dezember 1964 in der Tschechoslowakei. Im deutschen Sprachraum war er zum ersten Mal am 14. Mai 1965 in der damaligen DDR zu sehen. In der Bundesrepublik Deutschland hatte er seine Premiere am 13. Juni 1967 im Programm der ARD.

## Handlung
Der junge böhmische Bauer Peter ist ein einfältiger törichter Kerl, vergleichbar mit Hans Jakob Christoffel von Grimmelshausens Simplicissimus. Vom Acker weg samt seinem Ochsen schleppen ihn die Mansfelder Werber in den Krieg, den spätere Geschlechter einmal den Dreißigjährigen nennen werden. Zwar gelingt es Peter, den Mansfelder Männern zu entfliehen, doch nur, um nun in die Hände der Kaiserlichen zu geraten, die ebenfalls Not am Manne haben. „Das Recht auf den Heldentod nimmt uns niemand“, skandieren diese, als sie gut gelaunt in die Schlacht ziehen. Zusammen mit Matthias, einem Zwangskameraden, der als einziger einer Schlacht entrinnen konnte, gerät Peter bald wieder in Bedrängnis, als man ihn – seiner hübschen Beutekleider wegen – für einen hohen Herren hält, der eine gute Partie für die Tochter des Schlossherrn, Prinzessin Veronika, abgeben soll. 
Matthias, Peter und das Bauernmädchen Lenka, das die beiden Burschen unterwegs getroffen und gerne mitgenommen haben, finden ein unfreiwilliges Quartier im Verlies einer Burg. Doch das Kriegsglück ist launisch, und die Launen der Dame Fortuna (und die der Burgfräulein) tragen Peter und seine Gefährten – das Mädchen als Hofnarr verkleidet – wieder in bequemere Gemächer. Es geht noch ein paarmal zwischen den Fronten hin und her, bis Peter und Lenka schließlich dem Karussell des Krieges entkommen und sich irgendwo im Verborgenen ein stilleres, friedlicheres Leben suchen können.

## Kritiken
Der Evangelische Film-Beobachter zieht folgendes Fazit: „Tschechischer Spielfilm […], der die Sinnlosigkeit des Krieges entlarvt. Die gelungene, manchmal höchst poetische Mischung von Spielfilm und Trickszenen erlaubt es dem Regisseur, die Dummheit und das leere Pathos der Menschen zu verspotten, die mit Uniformen und Kriegsgerät seit Jahrhunderten einträchtig Hand in Hand gehen. Ein Film, dessen hübsch verpacktes pädagogisches Element auch jüngeren Zuschauern zugedacht ist.“ Auch das Lexikon des internationalen Films gelangt zu einem positiven Urteil. Es bemerkt kurz und bündig: „Hintergründig-vergnügliche Unterhaltung mit pädagogischen Ambitionen.“